# Love is on My Side
"Love is on My Side" er en sang fra 2021, sunget af det Portugisiske band The Black Mamba. Sangen repræsenterede Portugal ved Eurovision Song Contest 2021.